# Várzeabos

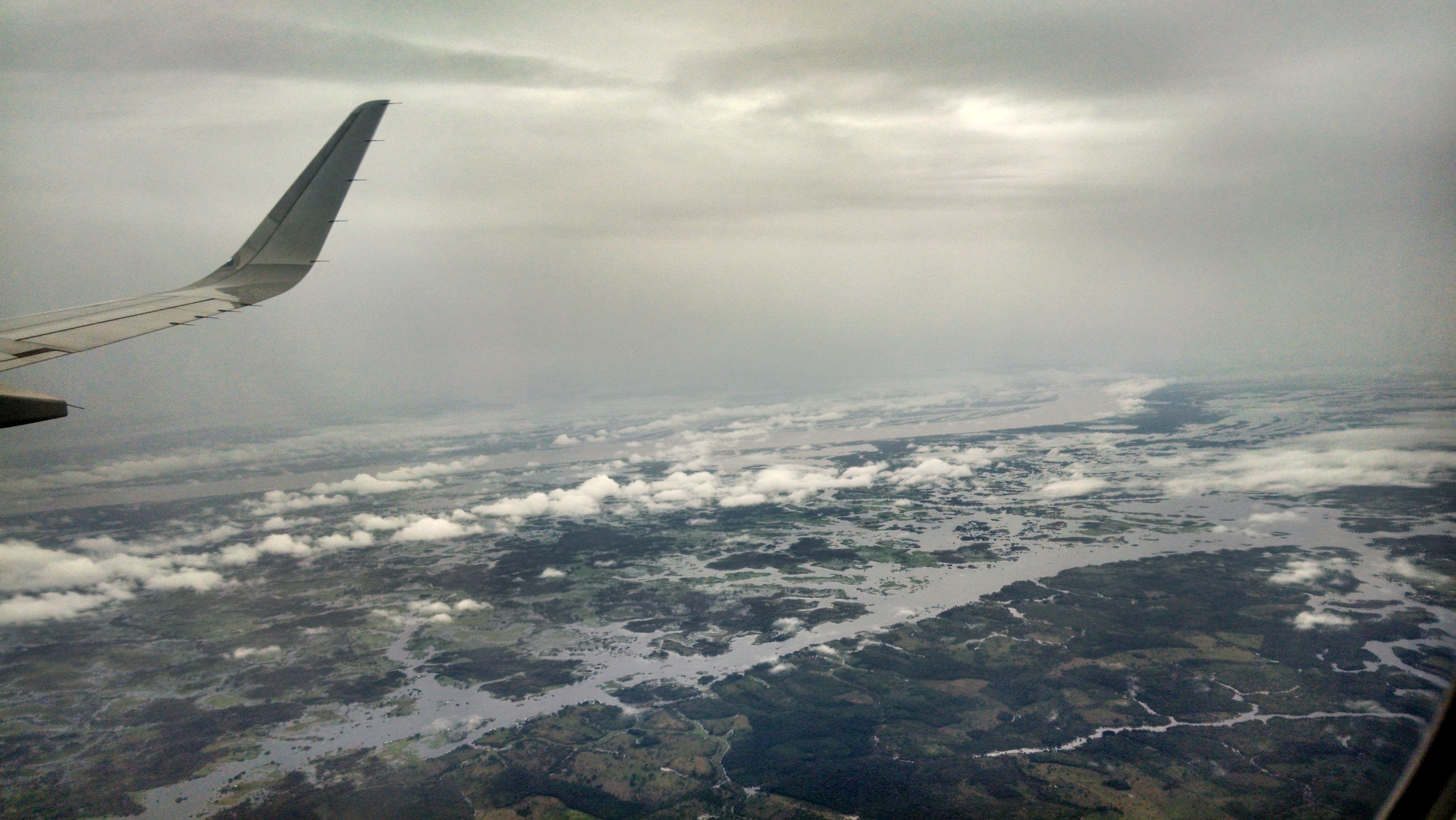
Vàrzeabos gezien vanuit de lucht

Een várzeabos is een bos dat seizoensgebonden overspoeld wordt door slibrijk rivierwater in het Amazonebekken. Naast bos kan de várzea ook meer open, tijdelijk overstroomde leefgebieden bevatten zoals graslanden. De várzea's liggen in het midden van de deelstaat  Amazonas en reiken 50 tot 200 km in de richting van het mondingsgebied van de Amazone. Ze kunnen een oppervlakte van 250.000 km² bereiken, ongeveer 5% van het Braziliaanse deel van het Amazonebekken. Daar waar het omringende land hoger ligt en de stroomsnelheid van de rivier veel lager is, wordt het vàzeabos begrensd door een ander type bos dat soms ook overstroomt. Dit deel van de rivier wordt zwartwaterrivier genoemd.